# Jacob Rieder
Johann Jacob Christoph Rieder (* 1. Februar 1778 in Reinhardshausen; † 16. März 1849 ebenda) war ein deutscher Müller und Politiker.

## Leben
Rieder war der Sohn von Johann Henrich Rieder (* 15. Januar 1736 in Reinhardshausen; † 19. Juni 1785 ebenda) und dessen Ehefrau Anna Elisabeth geborene Göbert (* 19. Mai 1742 in Neubau (Bergfreiheit); † 20. Juli 1801 in Reinhardshausen). Er war evangelisch und heiratete am 9. Dezember 1802 in erster Ehe in Nieder-Wildungen Catharina Margaretha Schnedler (* 23. Juli 1781 in Nieder-Wildungen; † ca. 1824, nicht in Nieder-Wildungen), die Tochter des Bäckermeisters Johann Christian Schnedler (* 23. Mai 1753 in Bergfreiheit; † 23. Oktober 1818 in Nieder-Wildungen) und der Dorothea Elisabeth Schäfer (* 22. März 1760 in Nieder-Wildungen; † 27. Juli 1840 ebenda). Nach dem Tod der ersten Ehefrau heiratete er am 15. Februar 1826 in Reinhardshausen Anna Catharina Schmidt (* 15. Februar 1804 in der Mühle bei Gershausen), die Tochter des Pächters der Gershäuser Mühle Johannes Schmidt (* 1. Juli 1773 in Gilsa; † 17. Januar 1841 in Kerstenhausen) und der Anna Gerdrut Zeiß (* 14. September 1773 in Gemünden; † 22. April 1852 in Kerstenhausen).
Rieder war (Erb-)Müller in Reinhardshausen. 1816 wurde er Reinhardshäuser Kürgenosse. Vom 4. März 1817 bis zum 14. Juni 1848 war er Mitglied des Landstandes des Fürstentums Waldeck. Er wurde für den Bauernstand im Oberjustizamt der Eder gewählt. 1848 war er erkrankt und konnte während der Märzrevolution nicht am letzten Landtag der alten Stände teilnehmen.